# Lepisorus mikawanus
Lepisorus mikawanus là một loài dương xỉ trong họ Polypodiaceae. Loài này được Sa. Kurata mô tả khoa học đầu tiên năm 1965.
Danh pháp khoa học của loài này chưa được làm sáng tỏ. 